# TACAM T-38
De TACAM T-38 (Tun Anticar pe Afet Mobil - Gemechaniseerd antitankkanon) was een voorgesteld Roemeens ontwerp van een tankjager uit de Tweede Wereldoorlog. In 1943 werd voorgesteld om verouderde Panzer 38(t) tanks om te bouwen en te bewapenen met een krachtiger kanon. Deze tanks hadden namelijk niet genoeg vuurkracht om de beter bewapende en bepantserde Sovjet tanks, zoals de T-34, uit te schakelen. Het idee om een oud chassis te gebruiken voor een nieuw doel werd ook door de Duitse Wehrmacht toegepast en dat resulteerde bijvoorbeeld in de Marder II.
Roemenië had in het eerste oorlogsjaar met de Sovjet-Unie veel F-22 M1936 76,2 mm kanonnen buitgemaakt. Het was de bedoeling om deze in een kazemat te monteren die op het chassis van de Panzer 38(t) zou worden gemonteerd. Het extra pantser zou komen van buitgemaakte Sovjet tanks die niet meer ingezet konden worden. In dezelfde periode werden onder andere ook de TACAM R-2 en TACAM T-60 ontwikkeld, dit waren vergelijkbare projecten. Alle werkzaamheden zouden uitgevoerd worden door de Leonida-fabriek in Boekarest. In 1944 veranderde Roemenië van zijde in de oorlog, door de coup d'état van koning Michaël. Roemenië bevond zich dus aan Geallieerde zijde Dit had tot gevolg dat al het buitgemaakte materieel van de Sovjet-Unie aan de Sovjets moest worden overgedragen, dus ook de F-22 kanonnen. Zodoende kon het project niet verder uitgevoerd worden.